# Заукель, Фриц
Эрнст Фридрих Кристоф «Фриц» Заукель (нем. Ernst Friedrich Christoph «Fritz» Sauckel; 27 октября 1894, Хассфурт-на-Майне — 16 октября 1946, Нюрнберг) — немецкий государственный и политический деятель. Комиссар по рабочей силе в управлении четырёхлетнего плана (1942—1945). Гауляйтер Тюрингии (1927—1945). Обергруппенфюрер СА (9 ноября 1937), обергруппенфюрер СС (30 января 1942). Один из главных ответственных за организацию использования принудительного труда в нацистской Германии. Казнён по приговору Международного военного трибунала.

## Биография
Родился в семье почтового служащего. Не окончив обучение в гимназии, ушёл в торговый флот. В 1914 году его корабль был задержан во французском порту, а сам Заукель был интернирован. После окончания Первой мировой войны вернулся в Германию.
В 1922 году вступил в НСДАП (билет № 1395) и в СА. С 1 марта 1925 года гаугешафтсфюрер, а с 20 сентября 1927 года — гауляйтер Тюрингии. В 1929—1933 годах депутат тюрингенского ландтага, председатель фракции НСДАП. С 5 мая 1933 года имперский наместник в Тюрингии. С 12 ноября 1933 избран депутатом Рейхстага от Тюрингии.
9 сентября 1934 года вступил в СС (билет № 254 890) и получил звание группенфюрера. 27 февраля 1942 года назначен комиссаром по рабочей силе в управлении четырёхлетнего плана. 21 марта 1942 года был назначен генеральным уполномоченным по использованию рабочей силы. С 16 ноября 1942 имперский комиссар обороны Тюрингии.
В мае 1945 арестован, предстал перед Нюрнбергским трибуналом. Приговорён к смертной казни за военные преступления и преступления против человечности (главным образом за депортацию иностранных рабочих). Повешен. Предсмертные слова: «Я уважаю американских офицеров и солдат, но не американскую юстицию».

Заукель являлся представителем социалистического крыла Нацистской партии. Явные следы плебейского происхождения Заукеля отчетливо прослушиваются в его сильном франконском акценте. …
Заукель и после 1933 г. сохранял верность своим корням, активно отстаивая левую линию в нацистской идеологии.— Адам Туз

## Награды
- Железный крест 2-го класса (1914)
- Крест военных заслуг 1-й степени
- Медаль за сооружение Атлантического вала
- Медаль «В память 1 октября 1938»
- Шеврон старого бойца
- Почётный знак Кобург
- Спортивный знак СА в бронзе
- Золотой партийный знак НСДАП
- Медаль За выслугу лет в НСДАП в бронзе, серебре и золоте
- Кольцо «Мёртвая голова»
- Почётная шпага Рейхсфюрера СС